# Pumiliotoxine

Pumiliotoxin A

Pumiliotoxin B

Pumiliotoxin C

Pumiliotoxine (lateinisch pumilio ‚Zwerg‘) gehören zu den toxisch wirkenden fettlöslichen Alkaloiden. Namensgebend war die Isolierung aus besonders kleinen Fröschen.

## Produzenten

### Schuppenameisen
Schuppenameisen wie die Gattungen Brachymyrmex und Paratrechina produzieren Pumiliotoxine in ihren Giftdrüsen als wirksame Waffe.

### Hornmilben
Einige Arten der Hornmilben und andere Milben können giftige Alkaloide herstellen, darunter besonders Pumiliotoxine.

## Sequestrierung
Frösche sind nicht imstande, Giftstoffe zu synthetisieren. Sie müssen sie aus anderen Organismen sequestrieren.

### Baumsteigerfrösche

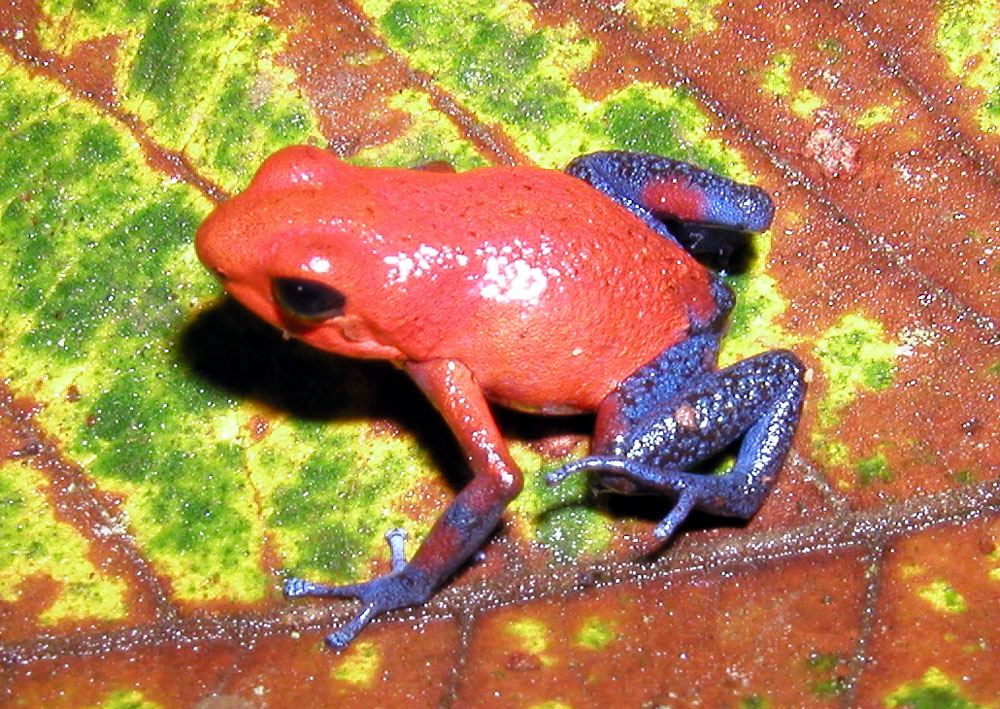
Erdbeerfröschchen (Dendrobates pumilio)

Erdbeerfröschchen (Oophaga pumilio) der Familie Baumsteigerfrösche, in den Wäldern Panamas beheimatet, ernähren sich bevorzugt von Schuppenameisen der Gattungen Brachymyrmex und Paratrechina. Deren Gifte akkumulieren sie in ihrer Haut. 232 giftige Alkaloide wurden in der Haut von Erdbeerfröschchen identifiziert, darunter vor allem Pumiliotoxine und Allopumiliotoxine (aPTX).

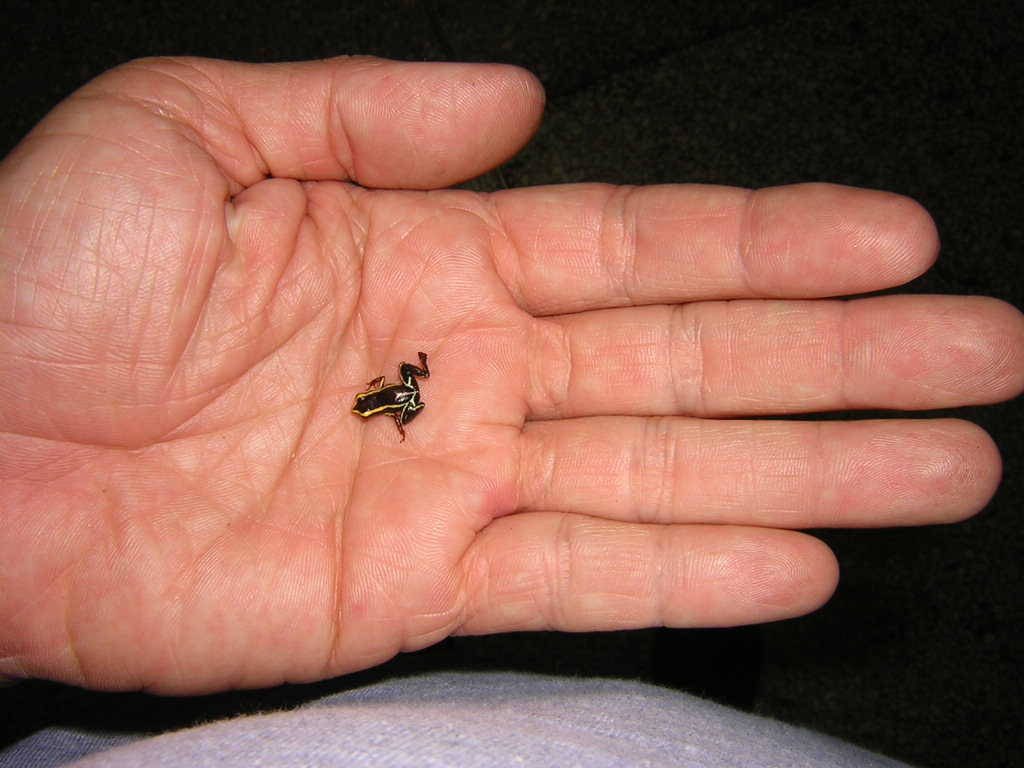
Monte-Iberia-Fröschchen (Eleutherodactylus iberia) zum Größenvergleich auf menschlicher Hand

### Eleutherodactylidae
Pumiliotoxine wurden auch in der Haut des Monte-Iberia-Fröschchens (Eleutherodactylus iberia) nachgewiesen. Ebenso wie andere Frösche nehmen sie die Alkaloide über die Nahrung auf, höchstwahrscheinlich aus bestimmten Arten von Hornmilben.

## Einzelbelege
1. ↑  Pons
2. 1 2  Staudt, Konrad, et al.: Foraging behaviour and territoriality of the strawberry poison frog (Oophaga pumilio) in dependence of the presence of ants. Amphibia-Reptilia, Band 31, Nr. 2, 2010, S. 217–227, doi:10.1163/156853810791069100.
3. ↑  Ariel Rodríguez, Dennis Poth, Stefan Schulz, Miguel Vences: Discovery of skin alkaloids in a miniaturized eleutherodactylid frog from Cuba. Biology Letters, Royal Society Publishing, Onlinepublikation am 3. November 2010, doi:10.1098/rsbl.2010.0844.
4. ↑  Ralph A. Saporito et al.: Spatial and temporal patterns of alkaloid variation in the poison frog Oophaga pumilio in Costa Rica and Panama over 30 years. Toxicon, Band 50, Nr. 6, 2007, S. 757–778.
5. ↑  Günther Raspotnig, Roy A. Norton, Michael Heethoff: Oribatid mites and skin alkaloids in poison frogs. In: Biology Letters. Band 7, Nr. 4, 23. August 2011, S. 555–556, doi:10.1098/rsbl.2010.1113, PMID 21345855, PMC 3130211 (freier Volltext).